# Havsjöskogens naturreservat
Havsjöskogens naturreservat är ett naturreservat i Torsby kommun i Värmlands län.
Området är naturskyddat sedan 2021 och är 1605 hektar stort. Reservatet ligger öster om Höljes och består i norr av Norra Havsjön och Södra Havsjön omgivna av myrmarker och i söder av det Granberget, 701 meter över havet,  med tallskog.